# Johnny Rivera
Johnny Rivera (Nueva York, 4 de febrero de 1962) es un cantante puertorriqueño de salsa.
Rivera fue criado en el Bronx y asistió al colegio de secundaria Benjamin Franklin High School. Él se mudó brevemente para Puerto Rico antes de regresar a Nueva York para empezar una carrera en la música. Su primer álbum se lanzó al mercado en 1991, y desde entonces él ha acumulado quince singles exitosos, incluyendo la #1 de Billboard latino "Se Parecía Tanto A Ti" (1995).

## Discografía
- Y Ahora De Verdad (Sony, RMM Records, 1991)
- Encuentro Casual (Sony, RMM Records, 1992)
- Cuando Parará La Lluvia (RMM Records, 1993)
- Déjame Intentarlo (RMM Records, 1995)
- Paisajes De La Vida (RMM Records, 1996)
- Un Estilo Propio (RMM Records, 1998)
- Estoy Aquí (RMM Records, 2000)
- Palladium Series Live (RMM Records, 2001)
- Vivo Por Ti (Coallition Music, Universal Music Group, 2007)
- El Noble De La Salsa (Lluvia Music Group, 2011)
- Romántico Y Algo Más (Johnny Rivera Label, 2020)

## Compilaciones
- Los Maestros de la Salsa (RMM Records, 1996)
- Serie Cristal: Greatest Hits (1997)
- Serie 32 (2002)
- Pura Salsa (2006)